# Philipp Mainländer

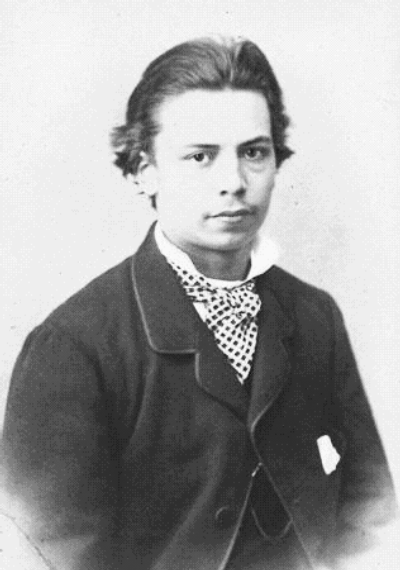
Philipp Mainländer (um 1867)

Philipp Mainländer (* 5. Oktober 1841 in Offenbach am Main; † 1. April 1876 ebenda) war ein deutscher Dichter und Philosoph. Geboren als Philipp Batz, änderte er seinen Namen später aus Verehrung für seine Heimatstadt in Mainländer. In seinem Hauptwerk Die Philosophie der Erlösung, nach Theodor Lessing „vielleicht das radikalste System des Pessimismus, das die philosophische Literatur kennt“, verkündet Mainländer, dass dem menschlichen Dasein kein Wert innewohne und dass der „von der Erkenntnis, daß Nichtsein besser ist als Sein, entzündete Wille […] das oberste Prinzip aller Moral“  sei.

## Biographie
Am 5. Oktober 1841 „als Kind ehelicher Notzucht“  in Offenbach am Main geboren, wächst Philipp Mainländer als jüngstes von sechs Geschwistern in einer Fabrikantenfamilie auf, in der ein bedrückendes Klima geherrscht haben muss: Drei der sechs Geschwister werden später Selbstmord begehen.
Auf väterliche Weisung beginnt Mainländer 1856 eine kaufmännische Ausbildung an der Handelsschule in Dresden. Zwei Jahre darauf tritt er eine Stellung in einem Handelshaus in Neapel an, wo er Italienisch lernt und sich mit den Werken Dantes, Petrarcas, Boccaccios und Leopardis vertraut macht. Mainländer wird die fünf Jahre in Neapel später als die glücklichsten seines Lebens bezeichnen:

„Ich habe als Kaufmann die Welt gesehen, einen umfassenden kaufmännischen Blick gewonnen, und blieb verschont vom giftigen Hauch der Philosophieprofessoren und einem trockenen, wurmartigen, kurzsichtigen Gelehrtentum, der Vielwisserei, wie Heraklit verächtlich zu sagen pflegte.“

In diese neapolitanische Zeit fällt auch Mainländers Entdeckung des Schopenhauerschen Hauptwerks Die Welt als Wille und Vorstellung. Der zu diesem Zeitpunkt neunzehnjährige Mainländer wird diese Entdeckung später als eine Art Offenbarungserlebnis schildern, jenen Tag im Februar 1860 als den „bedeutungsvollsten Tag [seines] Lebens“  – und tatsächlich wird Schopenhauer der wichtigste Einfluss auf Mainländers späteres philosophisches Werk sein.
1863 kehrt Mainländer nach Deutschland zurück und arbeitet im Geschäft seines Vaters. Im selben Jahr bringt er zudem das dreiteilige Gedicht Die letzten Hohenstaufen zu Papier. Zwei Jahre darauf, am 5. Oktober, Mainländers 24. Geburtstag, stirbt seine Mutter. Von dieser Verlusterfahrung geprägt, wendet er sich in den folgenden Jahren immer mehr von der Poesie ab und der Philosophie zu, studiert Schopenhauer, Kant, „nicht durch Fichte, Schelling und Hegel vergiftet, sondern vielmehr durch Schopenhauer kritisch gestählt“, Eschenbachs „Parzival“, die Klassiker von Heraklit bis Condillac.
Im März 1869 tritt Mainländer eine Stellung im Bankhaus J. Mart. Magnus in Berlin an. Er setzt sich zum Ziel, binnen weniger Jahre ein kleines Vermögen anzuhäufen, dessen Zinserträge es ihm erlauben sollen, ein bescheidenes Leben in einem kleinen Dorf zu führen. Der Krach an der Wiener Börse vom 8. Mai 1873 (Wiener Krach) ruiniert Mainländer jedoch völlig und bereitet diesen Plänen ein jähes Ende. 1873 kündigt Mainländer seine Stellung bei der Bank, ohne recht zu wissen, was darauf folgen solle.

### Entstehung derPhilosophie der Erlösung
Obschon bereits 1861 durch die wohlhabenden Eltern vom Wehrdienst freigekauft, unternimmt Mainländer – seinem in einer autobiographischen Notiz geäußerten Verlangen entsprechend, „einmal unbedingt einem anderen in allem unterworfen zu sein, die niedrigste Arbeit zu tun, blind gehorchen zu müssen“  – unermüdliche Anstrengungen, den Dienst an den Waffen leisten zu dürfen. Am 6. April 1874 schließlich – Mainländer ist bereits 32 Jahre alt – zeigt ein Immediatgesuch an Kaiser Wilhelm I. Erfolg, und Mainländer wird zum 28. September desselben Jahres zu den Kürassieren in Halberstadt einberufen. In den gut vier Monaten bis zum Dienstantritt verfasst er in einem regelrechten Schaffensrausch den ersten Band seines Hauptwerkes Die Philosophie der Erlösung.

„Und nun begann ein zaubervolles Leben, ein geistiges Blühen voller Seligkeit und wonniger Schauer. […] Dieses Leben dauerte vier volle Monate; es erfüllte den Juni, Juli, August und September. Vollständig klar, konsequent und in sich abgerundet lag mein System in meinem Geiste, und ein Schaffensrausch belebte mich, der die Peitsche des Gedankens nicht nötig hatte, daß ich am 28. September fertig sein müsse; denn am 1. Oktober mußte ich den Rock des Königs anziehen – dieser Termin war nicht zu verschieben. Wäre ich alsdann nicht fertig gewesen, so würde ich erst nach drei Jahren die letzte Hand an mein Werk haben legen können, d. h. ich hätte mich an einen Abgrund geworfen gesehen, in den mich unfehlbar die Furien einer zerbrochenen Existenz hinabgestoßen hätten.“

Das abgeschlossene Manuskript des Werkes übergibt Mainländer seiner Schwester Minna, damit diese in der Zeit seines Militärdienstes einen Verlag dafür finde. Er verfasst einen Brief an den unbekannten Verleger, in welchem er darum bittet, als Verfasser nicht unter seinem Geburtsnamen, sondern als Philipp Mainländer genannt zu werden, denn vor nichts schrecke er mehr zurück, „als den Augen der Welt ausgesetzt zu sein“. 
Am 1. November 1875 wird Mainländer – ursprünglich für drei Jahre verpflichtet, doch inzwischen, wie er in einem Brief an seine Schwester Minna notiert, „verbraucht, worked out, […] bei vollkommen […] gesundem Körper unaussprechlich müde“  – vorzeitig aus dem Militärdienst entlassen und reist zurück in seine Heimatstadt Offenbach, wo er, einem abermaligen Schaffensrausch anheimfallend, innerhalb zweier Monate die Rohbogen der Philosophie der Erlösung korrigiert, seine Memoiren niederschreibt, die Novelle Rupertine del Fino verfasst sowie den 650 Seiten starken zweiten Band seines Hauptwerks vollendet.
Ab etwa Februar 1875 zeichnet sich der geistige Kollaps Mainländers ab – jenem Kollaps nicht unähnlich, den Friedrich Nietzsche einige Jahre später erleiden sollte. Inzwischen dem Größenwahn verfallen und sich als Messias der Sozialdemokratie wähnend, erhängt Mainländer sich am 1. April 1876 in seiner Wohnung. Erst am Vortage waren die druckfrischen Belegexemplare seines Hauptwerks Die Philosophie der Erlösung eingetroffen.

## Philosophie
Auf der Metaphysik von Schopenhauer aufbauend sieht Mainländer den Willen als den innersten Kern des Seins, die ontologische Archē. Er weicht jedoch in wichtigen Punkten von Schopenhauer ab. Bei Schopenhauer ist der Wille eine einfache Einheit und jenseits von Zeit und Raum. Schopenhauers transzendentaler Idealismus lässt ihn zu dem Schluss kommen, dass wir nur durch introspektive Beobachtung unseres eigenen Körpers Zugang zu einem bestimmten Aspekt des Dings an sich haben. Was wir als Willen beobachten, ist alles, was zu beobachten ist, nichts weiter. Es gibt keine versteckten Aspekte. Außerdem können wir durch Selbstbeobachtung nur unseren individuellen Willen beobachten. Dies führt Mainländer auch zur philosophischen Position des Pluralismus. Die Ziele, die er sich und seinem System gesetzt hat, erinnern an die antike griechische Philosophie: In welchem Verhältnis steht die ungeteilte Existenz des „Einen“ zu der sich ständig verändernden Welt des Werdens, die wir erleben?
Zusätzlich hebt Mainländer die Idee der Erlösung für die gesamte Schöpfung hervor. Dies ist ein weiterer Aspekt, in dem er seine Philosophie von der von Schopenhauer unterscheidet. Bei Schopenhauer ist das Ruhen des Willens ein seltenes Ereignis. Das künstlerische Genie kann diesen Zustand vorübergehend erreichen, während nur wenige Heilige im Laufe der Geschichte sich vollständig vom Willen losgelöst haben. Für Mainländer bewegt sich der gesamte Kosmos langsam, aber sicher in Richtung der Aufhebung des Willens zum Leben und der „Erlösung“.
Nach Mainländers Theorie zerfiel eine ursprüngliche Einheit in die Vielheit und expandierte zu unserem Universum. So stellte er der immanenten Welt der Vielheit eine vergangene transzendente Einheit gegenüber. Dies bot einen reibungslosen Übergang zwischen Monismus und Pluralismus. Mainländer glaubte, dass mit der Zeit alle Arten von Pluralismus und Vielfalt zum Monismus zurückkehren würden, und dass es ihm mit seiner Philosophie gelungen sei, diesen Übergang von der Einheit zur Vielfalt und zum Werden zu erklären.

### Tod Gottes
Trotz seiner wissenschaftlichen Erklärungsmöglichkeiten hatte Mainländer keine Angst, in allegorischen Begriffen zu philosophieren. In der Tat ist dort seine Philosophie am auffälligsten, dramatischsten und sogar theologischsten. Mainländer formulierte seinen eigenen „Schöpfungsmythos“ und setzte diese ursprüngliche Singularität mit Gott gleich.
Mainländer interpretiert Schopenhauers Metaphysik in zwei wichtigen Aspekten neu. In Mainländers System gibt es in erster Linie keinen „einheitlichen Willen“. Die Grundeinheit ist in individuelle Willen zerfallen und jedes existierende Subjekt besitzt einen individuellen Willen für sich. Aus diesem Grund kann Mainländer behaupten, sobald ein „individueller Wille“ vernichtet wurde und stirbt, erreiche er das absolute Nichts und nicht das relative Nichts, das wir bei Schopenhauer finden. Durch das Erkennen des Todes als Erlösung und durch das absolute Nichts schafft es Mainländers System, „umfassendere“ Mittel zur Erlösung anzubieten. Außerdem interpretiert Mainländer den Schopenhauerschen Willen zum Leben als zugrunde liegenden Willen zum Tode neu, d. h. der Wille zum Leben ist das Mittel des Willens zum Tode bzw. das Leben ist Mittel zum Zweck des Todes.

„[…] so ist Alles in der Welt Wille zum Tode, der im organischen Reich, mehr oder weniger verhüllt, als Wille zum Leben auftritt. Das Leben wird vom reinen Pflanzentrieb, vom Instinkt und schließlich dämonisch und bewußt gewollt, weil auf diese Weise das Ziel des Ganzen, und damit das Ziel jeder Individualität, schneller erreicht wird.“

### Ethik
Für Mainländer ist Ethik Eudämonik (Glückseligkeitslehre). Seine Philosophie kehrt auch andere Lehren sorgfältig um. Zum Beispiel sieht Epikur Glück nur im Vergnügen und da es nach dem Tod nichts gibt, gibt es nichts zu fürchten und/oder keinen Grund, sich nach dem Tod zu sehnen. Als philosophischer Pessimist sieht Mainländer jedoch keine wünschenswerte Freude in diesem Leben und lobt das erhabene Nichts des Todes, indem er genau diesen Zustand der Nichtexistenz als wünschenswert anerkennt.
Mainländer vertritt eine Ethik des Egoismus. Jeder Mensch will aufgrund seines Glückseligkeitstriebes „in jedem Augenblicke des Lebens, die volle Befriedigung seiner Wünsche, seiner Neigungen, seiner Begierden, in die er sein höchstes Glück setzt“. Für Mainländer ist jede Handlung ausschließlich egoistisch, da jeder, gemäß seinem Charakter und seiner Natur nach, seinem Glück gemäß, also egoistisch handele. Das Glück verschaffe allerdings nur vorübergehend Befriedigung, da jedes Gefühl der Lust mit einem Gefühl der Unlust erkauft werden müsse – „im Grunde genommen, hat der Wille bei einem jeden solcher Käufe Nichts gewonnen“. Eine Willensfreiheit gibt es bei Mainländer nicht. Jeder handele seinem (kaum veränderbaren) Charakter und den entsprechenden Motiven gemäß. Jede Handlung ist moralisch, die in Übereinstimmung mit der Bewegung der Menschheit vom Sein in das Nichtsein geschehe. Hieraus fließen die Tugenden Vaterlandsliebe, Gerechtigkeit, Menschenliebe und Keuschheit. Im Anhang begründet Mainländer die Ethik rein immanent ohne Bezug zu seiner Metaphysik. Hier begründet er das Fundament der Moral mit dem von der Erkenntnis, dass Nichtsein besser ist als Sein, entzündeten Willen.

„Aus dem also entzündeten Willen fließt die Virginität, die Heiligkeit, die Feindesliebe, die Gerechtigkeit, kurz alle Tugend, und die Verwerflichkeit der widernatürlichen Wollust von selbst, denn der bewußte Wille zum Tode schwebt über der Welt.“

## Werke
- Philipp Mainländer: Schriften in vier Bänden. Hrsg. v. Winfried H. Müller-Seyfarth, Hildesheim (Georg Olms) 1996–1999
  - Band I: Die Philosophie der Erlösung. Erster Band. Berlin 1876, Reprint: Hildesheim 1996. Mit einem Vorwort zur Neuausgabe von Winfried H. Müller-Seyfarth, ISBN 3-487-09556-4
  - Band II: Die Philosophie der Erlösung. Zweiter Band. Zwölf philosophische Essays. Frankfurt/M. 1886, Reprint: Hildesheim 1996. Mit einem Vorwort zur Neuausgabe von Winfried H. Müller-Seyfarth, ISBN 3-487-09557-2
  - Band III: Die Letzten Hohenstaufen. Ein dramatisches Gedicht in drei Theilen: Enzo – Manfred – Conradino. Leipzig 1876, Reprint: Hildesheim 1997. Mit einem Vorwort zur Neuausgabe von Winfried H. Müller-Seyfarth, ISBN 3-487-10551-9
  - Band IV: Die Macht der Motive. Literarischer Nachlaß von 1857 bis 1875. Hildesheim 1999. Mit einem Vorwort von Ulrich Horstmann; herausgegeben und mit einem Nachwort von Joachim Hoell u. Winfried H. Müller-Seyfarth, ISBN 3-487-09558-0
- Vom Verwesen der Welt und anderen Restposten. Eine Werkauswahl von Philipp Mainländer, Vorwort Ulrich Horstmann, Manuscriptum-Verlag ISBN 3-933497-74-4